# 騙し絵の牙
『騙し絵の牙』（だましえのきば）は、塩田武士によるミステリ小説。文芸誌『ダ・ヴィンチ』（KADOKAWA）にて2016年5月号から11月号まで連載され、2017年8月31日にKADOKAWAから単行本として刊行された。2019年に角川文庫化。
廃刊の危機に遭いながらも、抜群のコミュニケーション能力を発揮してさまざまな困難に立ち向かっていく編集長の姿を描く。本作品は塩田が俳優・大泉洋を主人公として想定し、出版界と大泉を4年間徹底取材した上で書き上げた。そのため、表紙には当て書きされた大泉自身が起用されている。塩田によれば元々『大泉エッセイ』も担当する大泉と親しい関係にある編集者の村井有紀子が持ち込んだ企画で、編集者やマネージャーの話を聞きながらどんな大泉洋を観たいのかについて話し合った上で出来上がった作品であるといい、当初より映像化も視野には入っていたという。なお、塩田はモデルとなった大泉とも何度か会って話しており、大泉から「多くの人たちに受け入れられるような形を意識してほしい」というアドバイスを受けた上で、よりエンターテインメント性の強い作品に仕上がったと語っている。2018年の本屋大賞にノミネートされた。
大泉洋の主演で映画化され、2020年6月19日から公開される予定だったが、新型コロナウイルスの感染拡大の影響により延期され、2021年3月26日に公開された。

## あらすじ
出版業界の不況の煽りを受ける大手出版社「薫風社」は、社長の急逝によって次期社長争いが勃発し、専務の東松による大改革が始まり、雑誌が次々と廃刊の危機に瀕することになった。
カルチャー誌「トリニティ」も例に洩れず、編集長の速水は雑誌存続のために奔走することとなる。速水は黒字化のために大物作家の連載や映像化、タイアップなど新企画を探るが、どれも成果が振るわず、薫風社を退社する。
退社から半年後、速水は起業家となり、自ら「株式会社トリニティ」を設立した。

## 登場人物
速水輝也（はやみ）
大手出版社「薫風社」が出版するカルチャー誌「トリニティ」の編集長。一見頼りなさそうな風貌であるが、笑顔の裏には誰も知らない“牙”を隠している。
高野 恵（たかの）
速水と同じ「薫風社」所属で、文芸雑誌「小説薫風」の新人編集者。のちに不本意ながら速水の部下となる。
東松（とうまつ）
大手出版社「薫風社」専務。次期社長の最有力候補とされており、不要な雑誌を廃刊にしていく大改革を断行する。

## 書誌情報
- 単行本：2017年08月31日発売、KADOKAWA、ISBN 978-4-04-068904-3
- 文庫本：2019年11月21日発売、角川文庫、ISBN 978-4-04-102642-7

## 漫画
『ダ・ヴィンチ』（KADOKAWA）の2017年10月号に、坂ノ睦による小説の1シーンを描いた漫画が掲載されたほか、雑誌掲載用とは別に小説の1シーンの描き下ろし2ページ漫画が公開された。
その後、鳩井文による映画版のコミカライズが、『COMIC BRIDGE』（KADOKAWA）にて2021年3月5日から12月17日まで連載された。
- 鳩井文（漫画）、楠野一郎、吉田大八（映画脚本） 『劇場版 騙し絵の牙』 KADOKAWA〈BRIDGE COMICS〉、全2巻
  - 上巻 2021年9月8日発売、ISBN 978-4-04-680622-2
  - 下巻 2022年2月8日発売、ISBN 978-4-04-681191-2

## 映画
監督は吉田大八、主演は大泉洋。当初は2020年6月19日に公開予定だったが、同年4月15日に新型コロナウィルス感染拡大の影響を受けて延期されることが発表され、同年7月22日には2020年内の公開を見送り、2021年での公開が発表され、12月4日に2021年3月26日の公開となることが発表された。

### 製作
映画脚本として脚色するにあたって原作の構造を一旦解体し、再構築する形が取られている。その結果、大泉演じる速水であれば大泉らしさが排除されており、大泉は「（原作で当て書きされていたのに）私が出た映画の中で一番、私っぽくなかった」と述べている。
公開日には同日に公式戦の開幕を迎える阪神タイガースとコラボレーションしたポスターが制作された。

### キャスト
- 速水輝：大泉洋
- 高野恵：松岡茉優[19]
- 矢代聖：宮沢氷魚[23]
- 城島咲：池田エライザ[23]
- 柴崎真二：坪倉由幸
- 三村洋一：和田聰宏
- 中西清美：石橋けい
- 安生充：森優作
- 伊庭綾子：赤間麻里子
- 相沢徳朗：中野英樹
- 森下：後藤剛範
- 伊庭喜之助：山本學
- 郡司一：斎藤工
- 伊庭惟高：中村倫也[23]
- 宮藤和生：佐野史郎
- 神座詠一：リリー・フランキー
- 高野民生：塚本晋也
- 二階堂大作：國村隼
- 江波百合子：木村佳乃
- 久谷ありさ：小林聡美
- 東松龍司：佐藤浩市[19]

### スタッフ
- 原作：塩田武士『騙し絵の牙』（角川文庫 / KADOKAWA刊）
- 監督：吉田大八
- 脚本：楠野一郎、吉田大八
- 音楽：LITE
- 製作：大角正、堀内大示、木下直哉、有馬一昭、藤田浩幸、荒木宏幸、宮崎伸夫、伊藤亜由美、安部順一、井田寛
- エグゼクティブプロデューサー：吉田繁暁、栗橋三木也
- 企画・プロデュース：新垣弘隆
- プロデューサー：池田史嗣、秋田周平、二木大介
- 撮影：町田博
- 照明：渡邊孝一
- 美術：富田麻友美
- 録音：鶴牧仁
- 静音：矢野正人
- 編集：小池義幸
- 装飾：山川邦彦
- 衣装：小里幸子、石原徳子
- ヘアメイク：千葉友子
- VFXスーパーバイザー：白石哲也
- 音響効果：伊藤瑞樹
- スクリプター：工藤みずほ
- 助監督：甲斐聖太郎
- 製作主任：中谷康紀、緒方裕士
- 製作担当：篠宮隆浩
- プロダクションマネージャー：岩田均
- ラインプロデューサー：入交祥子、権田スカイ、秋田周平、二木大介
- 音楽プロデューサー：緑川徹
- 宣伝プロデューサー：大庭闘志
- 助成：文化庁文化芸術振興費補助金（映画創造活動支援事業）独立行政法人日本芸術文化振興会
- 制作プロダクション：松竹撮影所
- 企画・配給：松竹
- 製作幹事：松竹、KADOKAWA
- 製作：「騙し絵の牙」製作委員会（松竹、KADOKAWA、木下グループ、イオンエンターテイメント、電通、アミューズ、朝日新聞社、クリエイティブオフィスキュー、読売新聞社、松竹ブロードキャスティング）

### 受賞
- 第45回 日本アカデミー賞[24]
  - 優秀主演女優賞（松岡茉優）
  - 新人俳優賞（宮沢氷魚）